# Weinen (Lied)
Weinen ist ein Lied des deutschen Pop-Sängers Adel Tawil. Das Stück ist die dritte Singleauskopplung aus seinem Debütalbum Lieder.

## Entstehung und Artwork
Geschrieben wurde das Lied von Sebastian Kirchner, Heike Kospach und Adel Tawil, produziert von Andreas Herbig, Sebastian Kirchner und Adel Tawil. Die Single wurde unter den Musiklabels Capitol Records und Vertigo Berlin veröffentlicht. Auf dem Cover der Maxi-Single ist – neben der Aufschrift des Künstlers und des Liedtitels – die obere Kopfhälfte von Adel Tawil zu sehen. Konzept und Fotografie stammen von Till Janz und Hendrik Schneider. Die Aufnahmen fanden im Hamburger Tonstudio Boogiepark Studios statt.

## Veröffentlichung und Promotion
Die Erstveröffentlichung der digitalen Single fand am 28. Februar 2014 in Deutschland, Österreich und der Schweiz statt. Die Veröffentlichung des physischen Tonträgers folgte zwei Wochen später am 14. März 2014. Die Maxi-Single enthält zusätzlich die Albumversion, eine Remixversion von Moses Pelham und Martin Haas und eine Instrumentalversion des Liedes, als B-Seite.
Um das Lied zu bewerben, erfolgte unter anderem ein Liveauftritt während der Verleihung des ECHO Pop 2014.

## Inhalt
Der Liedtext zu Weinen ist in deutscher Sprache verfasst. Sowohl die Musik als auch der Text wurden von Sebastian Kirchner, Heike Kospach und Adel Tawil verfasst. Musikalisch bewegt sich der Song im Bereich der Popmusik. In dem Lied geht es um eine zu spät erkannte Liebe, der daraus folgenden Reue sowie der Bitte um Vergebung.

„Willst du unbedingt einen Mann vor dir weinen sehen?

Du musst mir glauben heute kann ich dich verstehen.

Bin um die halbe Welt geflogen und gehe noch diesen einen Schritt,

ganz egal was du gemacht hast,

ich will dich einfach nur zurück.“

## Musikvideo
Das schwarz-weiß gefilmte Musikvideo zu Weinen wurde am Flughafen Hannover-Langenhagen gedreht. Zu sehen ist Tawil, der sich auf einen Flug nach Lissabon vorbereitet, um einer Frau nachzureisen. Zwischendurch sind kurze Ausschnitte dieser Frau zu sehen. Die Gesamtlänge des Videos beträgt 3:17 Minuten. Regisseur und Produzent war Kim Frank.

## Mitwirkende
| Liedproduktion - Andreas Herbig: Musikproduzent - Sebastian Kirchner: Komponist, Liedtexter, Musikproduzent - Heike Kospach: Komponist, Liedtexter - Adel Tawil: Gesang, Komponist, Liedtexter, Musikproduzent Unternehmen - Boogiepark Studios: Tonstudio - Capitol Records: Musiklabel - Kim Frank Produktion: Filmproduzent (Musikvideo) - Vertigo Berlin: Musiklabel | Artwork (Cover) - Till Janz: Artwork - Hendrik Schneider: Artwork Musikvideo - Benjamin Erdenberger: Oberbeleuchter - Kim Frank: Filmproduktionsleitung, Kameramann, Regisseur - Philipp Grelich: 1. Kameraassistent - Annika Lange: Filmproduktionsleitung - Oliver Schorch: Beleuchter - Toni Schultz: Beleuchter |

## Chartplatzierungen
Weinen erreichte in Deutschland Position 57 der Singlecharts und konnte sich insgesamt zehn Wochen in den Charts halten. In der Schweiz erreichte die Single in drei Chartwochen Position 38 der Singlecharts. Für Tawil ist dies der siebte Charterfolg als Solokünstler in Deutschland, sowie der sechste Charterfolg in der Schweiz. Als Autor ist Weinen bereits der 24. Charterfolg für Tawil in Deutschland, sowie der elfte in der Schweiz. Als Musikproduzent ist es bereits der 17. Charterfolg für Tawil in Deutschland, sowie der siebte in der Schweiz.
| ChartsChartplatzierungen | Höchstplatzierung | Wochen |
| ------------------------ | ----------------- | ------ |
| Deutschland (GfK)        | 57 (10 Wo.)       | 10     |
| Schweiz (IFPI)           | 38 (8 Wo.)        | 8      |